# KDNA
Koordinaten: 46° 31′ 41″ N, 120° 31′ 7″ W
KDNA (Radio Cadena La Voz del Campesino) ist die Radiostation der Spanischen Community in Yakima, Washington, USA. Die Studios befinden sich in Granger. Zum Programm gehören Musikrichtungen wie Norteña, Accordion, Banda und Mariachi. Die Station wird als Public Radio betrieben und gehört dem Northwest Communities Education Center.
KDNA sendet mit 18,5 kW auf Ultrakurzwelle (UKW) 91.9 MHz.